# Pinnaspis siamensis
Pinnaspis siamensis är en insektsart som beskrevs av Takahashi 1942. Pinnaspis siamensis ingår i släktet Pinnaspis och familjen pansarsköldlöss.
Artens utbredningsområde är Thailand. Inga underarter finns listade i Catalogue of Life.